# Cesny-Bois-Halbout
Cesny-Bois-Halbout är en kommun i departementet Calvados i regionen Normandie i norra Frankrike. Kommunen ligger i kantonen Thury-Harcourt som ligger i arrondissementet Caen. År 2018 hade Cesny-Bois-Halbout 605 invånare.

## Befolkningsutveckling
Antalet invånare i kommunen Cesny-Bois-Halbout
Referens: INSEE